# Liste der Naturdenkmale in Pockau-Lengefeld
Die Liste der Naturdenkmale in Pockau-Lengefeld nennt die Naturdenkmale in Pockau-Lengefeld im sächsischen Erzgebirgskreis.

## Definition
„Naturdenkmäler sind rechtsverbindlich festgesetzte Einzelschöpfungen der Natur oder entsprechende Flächen bis zu fünf Hektar, deren besonderer Schutz erforderlich ist
1. aus wissenschaftlichen, naturgeschichtlichen oder landeskundlichen Gründen oder
2. wegen ihrer Seltenheit, Eigenart oder Schönheit.“

„§ 18 – Naturdenkmäler – (zu § 28 BNatSchG)
(1) Die Erklärung nach § 22 Abs. 1 BNatSchG von Teilen von Natur und Landschaft als Naturdenkmal erfolgt durch Rechtsverordnung oder Einzelanordnung.
(2) Über § 28 Abs. 1 BNatSchG hinaus können Naturdenkmäler zur Sicherung von Lebensgemeinschaften oder Lebensstätten von im Bestand gefährdeten oder streng geschützten Arten festgesetzt werden.“

## Liste
Link zu einem Kartenansichtstool, um Koordinaten zu setzen.
| Bild            | Bezeichnung                         | Lage                                                | Beschreibung         | Datum | Nummer     |
| --------------- | ----------------------------------- | --------------------------------------------------- | -------------------- | --- | ---------- |
| BW              | Bleulwiese                          | Wernsdorf (50° 42′ 29,7″ N, 13° 16′ 25,8″ O)        | Fläche: ca. 9654 m²  | Verordnung des Landratsamtes Mittlerer Erzgebirgskreis vom 17.03.1995, Abl. MEK Nr. 4/95 S. 22                               | 364.23-204 |
| BW              | Feuchtwiese Lautenbach              | Pockau-Lengefeld (50° 43′ 51,1″ N, 13° 10′ 16,4″ O) | Fläche: ca. 67184 m² | Verordnung des Landratsamtes Marienberg als Untere Naturschutzbehörde vom 16.12.1992, Abl. LK MAB Nr. 1/93 S. 3              | 364.23-141 |
| BW              | Feuchtwiese Neusorge                | Pockau (50° 42′ 27″ N, 13° 17′ 51,1″ O)             | Fläche: ca. 16128 m² | Verordnung des Landratsamtes Mittlerer Erzgebirgskreis vom 17.03.1995, Abl. MEK Nr. 4/95 S. 22                               | 364.23-206 |
| BW              | Gneisfelsen mit Gesteinsfalte       | Lengefeld (50° 43′ 24,4″ N, 13° 12′ 17″ O)          | Fläche: ca. 2114 m²  | Beschluss des Rates des Kreises Marienberg Nr. 111-24/58 vom 15.10.1958                                                      | 364.23-146 |
| BW              | Harnschwiese                        | Lippersdorf (50° 45′ 24,2″ N, 13° 13′ 57,6″ O)      | Fläche: ca. 39737 m² | Verordnung des Mittleren Erzgebirgskreises vom 05.02.1999                                                                    | 364.23-148 |
| BW              | Haselbachlauf                       | Forchheim (50° 43′ 31″ N, 13° 16′ 8,6″ O)           | Fläche: ca. 14464 m² | Verordnung des Landratsamtes Marienberg als Untere Naturschutzbehörde vom 20.01.1993, Abl. LK MAB Nr. 1/93 S. 6              | 364.23-201 |
| BW              | Haselbachwiesen                     | Forchheim (50° 43′ 34,6″ N, 13° 16′ 9,6″ O)         | Fläche: ca. 35904 m² | Verordnung des Landratsamtes Marienberg als Untere Naturschutzbehörde vom 20.01.1993, Abl. LK MAB Nr. 1/93 S. 6              | 364.23-202 |
| BW              | Haselbachwiesen                     | Forchheim (50° 43′ 39″ N, 13° 16′ 22,9″ O)          | Fläche: ca. 19293 m² | Verordnung des Landratsamtes Marienberg als Untere Naturschutzbehörde vom 20.01.1993, Abl. LK MAB Nr. 1/93 S. 6              | 364.23-202 |
| BW              | Herbstzeitlosenwiese Wünschendorf   | Wünschendorf (50° 43′ 55,7″ N, 13° 10′ 20,7″ O)     | Fläche: ca. 24904 m² | Verordnung des Landratsamtes Marienberg als Untere Naturschutzbehörde vom 16.12.1992, Abl. LK MAB Nr. 1/93 S. 3              | 364.23-149 |
| BW              | Kalkwerk Lengefeld                  | Lengefeld (50° 41′ 58,9″ N, 13° 10′ 28,7″ O)        | Fläche: ca. 46000 m² | Verordnung des Landratsamtes Erzgebirgskreis vom 20.03.2009, SächsGVBl. S. 187                                               | 364.23-150 |
| BW              | Kalmusteich                         | Wernsdorf (50° 42′ 24,2″ N, 13° 16′ 36,5″ O)        | Fläche: ca. 5942 m²  | Verordnung des Landratsamtes Mittlerer Erzgebirgskreis vom 17.03.1995, Abl. MEK Nr. 4/95 S. 22                               | 364.23-205 |
| BW              | Kleine Hammerwiese Neunzehnhain     | Pockau-Lengefeld (50° 43′ 45,2″ N, 13° 9′ 18,3″ O)  | Fläche: ca. 11920 m² | Beschluss des Rates des Kreises Marienberg Nr. 67/90 vom 02.03.1990                                                          | 364.23-140 |
| BW              | Kräuterhang                         | Lengefeld (50° 42′ 17,1″ N, 13° 11′ 41,6″ O)        | Fläche: ca. 16032 m² | Verordnung des Landratsamtes Mittlerer Erzgebirgskreis als Untere Naturschutzbehörde vom 27.01.1995                          | 364.23-145 |
| Fotos hochladen | Laubmischwald am Schloss Rauenstein | Rauenstein (50° 43′ 43,5″ N, 13° 12′ 6,8″ O)        | Fläche: ca. 19304 m² | Beschluss des Rates des Kreises Marienberg Nr. 67/90 vom 02.03.1990                                                          | 364.23-142 |
| BW              | Lößnitzgrund                        | Lengefeld (50° 42′ 15,1″ N, 13° 10′ 57,7″ O)        | Fläche: ca. 15114 m² | Verordnung des Landratsamtes Mittlerer Erzgebirgskreis als Untere Naturschutzbehörde vom 17.03.1995, Abl. MEK Nr. 4/95 S. 25 | 364.23-144 |
| BW              | Narzissenwiese                      | Forchheim (50° 43′ 3,1″ N, 13° 17′ 7,2″ O)          | Fläche: ca. 10725 m² | Verordnung des Landratsamtes Mittlerer Erzgebirgskreis vom 17.03.1995, Abl. MEK Nr. 4/95 S. 22                               | 364.23-203 |
| BW              | Roßbachwiese                        | Pockau-Lengefeld (50° 43′ 14,8″ N, 13° 10′ 9,1″ O)  | Fläche: ca. 38115 m² | Verordnung des Landratsamtes Mittlerer Erzgebirgskreis als Untere Naturschutzbehörde vom 27.01.1995                          | 364.23-143 |
| BW              | Weißer Ofen                         | Lengefeld (50° 42′ 40,9″ N, 13° 9′ 32,1″ O)         | Fläche: ca. 18334 m² | Beschluss des Rates des Kreises Marienberg Nr. 174/77 vom 17.11.1977                                                         | 364.23-147 |
| BW              | Friedenseiche                       | Pockau (50° 43′ 15,8″ N, 13° 16′ 31,6″ O)           |                      | |            |